# ラ・ジョコンダ

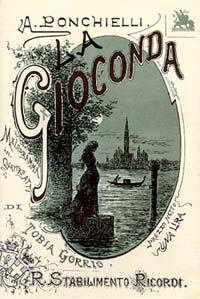
1876年のミラノ・スカラ座初演時のリブレットの表紙

『ラ・ジョコンダ』（伊語:La Gioconda）は、アミルカレ・ポンキエッリが作曲した全4幕から構成されるオペラ。第3幕におけるバレエ音楽『時の踊り』はコンサートでしばしば演奏される有名な楽曲である。

## 作曲の経緯と初演

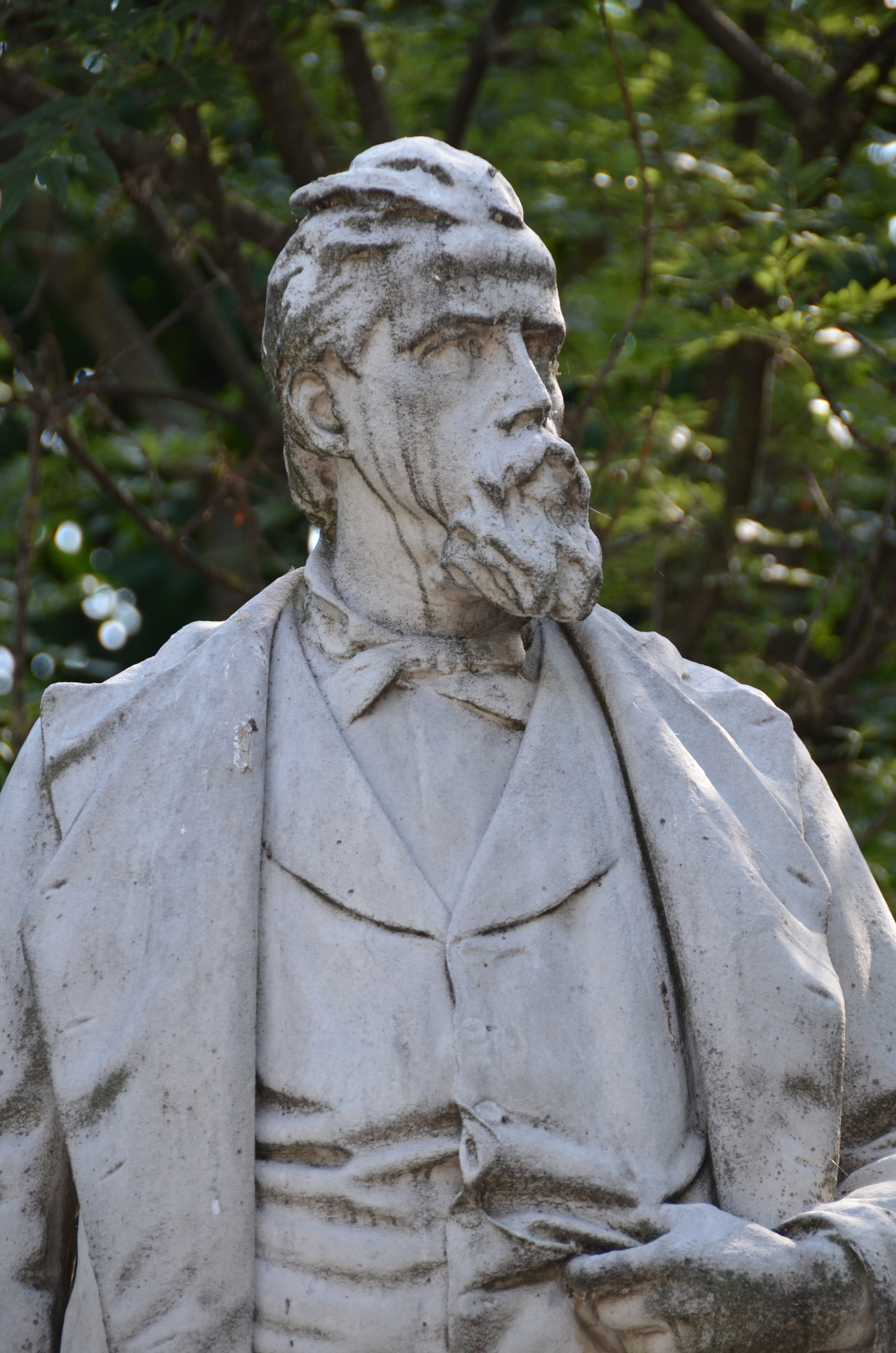
クレモナのポンキエッリの石像

オペラ『リトアニア人』の成功によって注目されたことを契機として、新しいオペラの題材を探していたポンキエッリは、リコルディ社の社長であるジュリオ・リコルディからの提案で、ヴィクトル・ユーゴーの戯曲『パドヴァの僭主アンジェロ』（Angelo, tyran de padoue）をオペラ化することに決めた。台本は作曲家のアッリーゴ・ボーイトが担当し、ポンキエッリは1874年頃から作曲に着手する。
ポンキエッリは作曲中の1875年の時点でこの台本に不満を示し、ボーイトと発案者であるリコルディとの間で何度かやりとりをしており、幾度か練り直したりもしたが、結果的に1876年の初演間近まで時間を要している。
初演は1876年4月8日にミラノ・スカラ座で行われ、好評を受けた。同年にリコルディ社によって出版もされたが、ポンキエッリはこの出来栄えに満足することが出来ず、1879年12月にジェノヴァで再演された折に大幅な改訂を施した。

## 原作とリブレット
- 原作:ヴィクトル・ユーゴーの戯曲『パドヴァの僭主アンジェロ』（Angelo, tyran de padoue, 1835年発表）を基にする。
- リブレット:アッリーゴ・ボーイトがイタリア語訳のリブレットを作成。ボーイトは筆名として「トビーア・ゴッリオ」という名で使用していた。

## 登場人物
| 人物名                 | 声域         | 役                                         |
| ---------------------- | ------------ | ------------------------------------------ |
| ジョコンダ             | ソプラノ     | ヴェネツィアの歌姫                         |
| エンツォ・グリマルド   | テノール     | 公爵。今は追放の身となっている             |
| アルヴィーゼ・バドエロ | バス         | 司法長官                                   |
| バルナバ               | バリトン     | 歌手。アルヴィーゼの腹心の密偵             |
| ラウラ・アドルノ       | メゾソプラノ | 司法長官アルヴィーゼの妻。エンツォの元恋人 |
| チェーカ               | アルト       | ジョコンダの母で盲目                       |
| ズアーネ（ツァーネ）   | バス         | ゴンドラ乗りの出場者                       |
| イゼポ                 | テノール     | 代書屋（公証人）                           |
| 歌手                   | バス         |                                            |
| 水先案内人             | バス         |                                            |

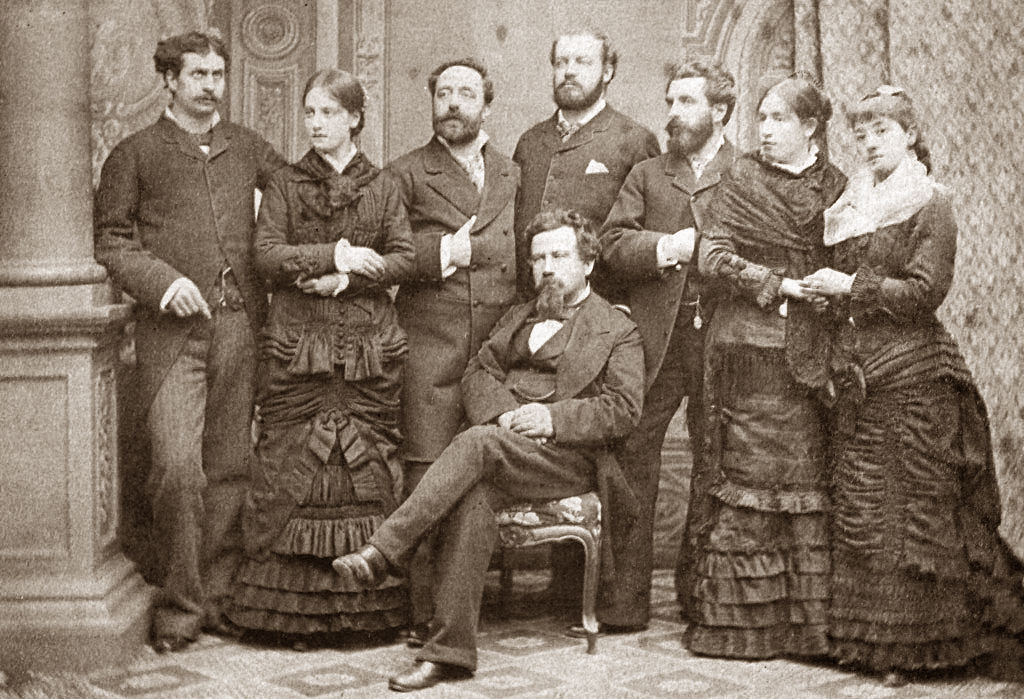
ラ・ジョコンダの初演時の歌手とポンキエッリ（1876年、ミラノ・スカラ座）

その他（合唱）:観客たち、議員たち、貴族の男女たち、仮装した人々、多勢の群衆たち、歌手たち、修道僧たち、水夫とその見習いたち、騎士たち、エキストラ（黙役）。

## 楽器編成
- 管楽器:フルート2、ピッコロ、オーボエ2、クラリネット2、ファゴット2
- 金管楽器:ホルン4、トランペット4、トロンボーン4、テューバ
- 打楽器:ティンパニ、グロッケンシュピール、鐘、他多数
- その他:弦五部、ハープ2、オルガン

## 演奏時間
全幕は2時間45分。各幕では第1幕:55分、第2幕:35分、第3幕:40分、第4幕:35分。

## あらすじ
時と場所:17世紀のヴェネツィア。

### 前奏曲
当時の慣例に従って、前奏曲によって幕を開ける。主要動機は第1幕のチェーカの歌うロマンツァ『貴婦人か天使のような声』の後半のロザリオの言葉で歌われるものである。演奏時間は約5分程。

### 第1幕 ライオンの口
公爵邸の中庭
多くの人々が祭りを祝う合唱（「祭りだパンだ」）で幕が開く。宗教裁判所のスパイで、流しの歌手に変装したバルナバが一人柱にもたれたまま、人々の騒ぎを冷ややかに見つめている。人々がゴンドラの競争を見物に行くと、歌手ジョコンダが盲目の母チエカの手を引いて現れる。エンツォに会うために母を待たせて行こうとするジョコンダの前にバルナバが立ちはだかり、執拗に彼女にまとわりつく。しかしジョコンダは相手にせず、そのまま振り切って逃げて行くのだった。逃げられてしまったバルナバは母チエカを見て「彼女は俺のもの」と呟いて利用せんと企む。
ゴンドラの競争に行っていた多くの人々が、優勝者を囲んで戻って来る。その中に船頭のイゼポとツァーネも含まれている。バルナバは競争に負けた船頭ツァーネに目をつけ、彼に対して、「敗因はジョコンダの盲目の母が呪いをかけたのだ」と吹き込む。バルナバの悪辣な言葉に耳を傾けたツァーネは真に受け止め、魔女と言いたて、イゼポやその仲間、人々は「火あぶりにしろ、殺せ」と叫び、騒ぎが始まる。人々によって捕らえられ、警官に引き渡されるチエカが助けを求めようとするところへ、エンツォとジョコンダが戻って来る。一向に騒ぎは収まらず、母を救おうと人々と対立するジョコンダであったが、そこに宗教裁判官長官のアルヴィーゼと黒いビロードで顔を覆った妻ラウラが共に現れる。ジョコンダの懇願を聞いてラウラは夫に命令し、アルヴィーゼの裁断でチエカを許すことにする。チエカは短いロマンツァ「貴婦人か天使の声」を歌い、感謝の気持ちを込めて手にしていたロザリオをラウラに渡す。ラウラとエンツォは昔の恋人で、エンツォは恋する人であることを悟るのだった。
やがてエンツォとバルナバを残して全員が退場し、人々は教会に入っていく。バルナバはエンツォが追放中の公爵エンツォ・グリマルドであることを暴き、正体を見抜かれエンツォは驚く。バルナバはエンツォとラウラを罠にかけるため、今晩ブリガンティーノ舶でラウラを待つエンツォに手助けしようと話を持ちかける。エンツォが去って行くと、バルナバは公証人のイゼポを呼び出し、ラウラとエンツォの仲を密告し、宗教裁判官宛てに「今晩、奥様がエンツォと逃亡する」という口述筆記させた密告状を書かせ、ライオンの口へ投函してそのまま去って行く（スパイこそこの世の王であると「おお、記念碑」と歌う）。2人のやり取りを一部始終隠れて伺っていたジョコンダと母チエカは絶望し、エンツォが本当に愛しているのはラウラであることも知って裏切りと悲しみに怒りを隠せることが出来ないジョコンダであった。

### 第2幕 ロザリオ
フジーナ海の荒涼とした岸辺の周辺
水夫たちが歌っているところに、漁師に変装したバルナバがイゼポと共に現れ、舟歌「ああ、漁師よ」と歌う。そこにエンツォが出て来て、水夫たちを休ませ自分が見張りをすると言って一人甲板に残り、ラウラを待ちながら有名なアリア「空と海」を歌う。ラウラを乗せた小舟が近づき、2人は抱き合い、愛の二重唱を歌う。それを遠目で見てほくそ笑むバルナバ。
エンツォが出帆の準備に中へ降りて行くと、ラウラは聖母の像に自分たちの愛の航海の安全をマリア像に祈る（アリア「水夫の星、清き御母」を歌う）。そこに仮面をつけたジョコンダが忍び入って現れ、ラウラを前に恋敵同士が激しく言い争い、激しい憎悪と嫉妬の念に満ちた言葉を浴びせる。ジョコンダは遂に短刀を抜きラウラを刺そうとするが、追いつめられたラウラは聖母に祈りながらロザリオを高く掲げ、それを見たジョコンダは見覚えのあるロザリオを見て驚き、相手が母の命の恩人であることを悟り、自分の名を名乗って、ラウラを小舟で逃してやる。物陰から様子を見ていたバルナバはラウラの後を追う。
ラウラを探して上がって来たエンツォにジョコンダは、ラウラが身の安全のために逃亡したと嘘の証言を言い、これに憤慨したエンツォは激しく彼女に詰め寄るが、彼がその陰謀によって政敵の手中に堕ちていることを語る。アルヴィーゼを迫って来る中、エンツォは松明で船に火を放って海に飛び込み、ジョコンダはエンツォの心が変わらないことでラウラへの嫉妬心を吐露する。

### 第3幕 黄金の家（全2場）

#### 第1場 アルヴィーゼの邸宅の一室
アルヴィーゼは妻の不貞を知るや否や怒りを露わにし、妻を毒殺することを決意する。そこにラウラが来てアルヴィーゼに問い詰められる。しかし白状しないラウラに業を煮やしたアルヴィーゼは死を命じ、毒薬の入った瓶を渡して出て行く。一方忍び込んでいたジョコンダはラウラに駆け寄り、瓶を奪い取って代わりに仮死状態になる秘薬を与える。躊躇うラウラだったがようやく飲んで倒れるのを見て、ジョコンダは空瓶を移し替えて急いで出て行く。

#### 第2場 舞踊室
場面が変わって、館の大広間にある舞踊室で多くの人々が集まっている。ここで有名なバレエ音楽『時の踊り(La danza delle ore)』が踊られる。バレエが終わるとバルナバが邸内に忍び込んでいたジョコンダの母チエカを連れて現れる。ラウラの死を告げる鐘の音が響いてくる。客の中にいたエンツォはつけていた仮面を取り正体を明かし、アルヴィーゼに対して領地と恋人を奪った恨みとして名乗りを上げる。大広間は混乱状態となる。
アルヴィーゼはカーテンを引いてベッドに横たわるラウラ（仮死状態）を客たちに見せ、「殺したのは自分だ」と言い放つ。エンツォは短剣を手にとってアルヴィーゼを刺そうとするが、衛兵たちにすぐに取り押さえられ、会衆の叫びが入り混じる中、バルナバはチエカを連れ去る。

### 第4幕 オルファノ運河
ジュデッカ島の荒れ果てた宮殿
短い前奏曲（アンダンテ）で始まるが後の結末を予期させる。荒れ果てたジュデッカ島の宮殿の一室にジョコンダは一人物思いにふける。そこへ歌手仲間の2人の男が黒いマントに包まれた仮死状態のラウラを運び入れる。ジョコンダは昨晩から姿を消しているチエカを探すよう頼んで男2人はその場を後にする。懐剣を見つめて毒薬の入った瓶を手に取るジョコンダは自分に幸せがもたらされるのではないかと希望を捨て切れず、心が揺れ動く（アリア「自殺!」を歌う）。そこへエンツォが現れ、ラウラのために自分も死ぬつもりであると決意しているエンツォを引き留め、彼女の身体を他の場所に移動したことを言うと、エンツォは怒り、短剣を抜いてジョコンダに差し迫ったところでラウラが目覚め、2人の前に姿を現す。事情を知ったエンツォはジョコンダの計略に感謝し、ラウラとエンツォは小舟に乗って去って行く。
ジョコンダ一人となったところへバルナバが近寄り、約束の履行を迫るバルナバにジョコンダは「裏切らない、身体をあげましょう」と言い、その直後自ら心臓に短刀を刺して倒れる。驚いたバルナバは怒り半分に「チエカを運河に沈めて殺した」と罵りと同時に叫ぶが、ジョコンダの死を見届け、狂気半ばして小言を呟きつつその場を去る。そして幕を閉じる。

## ポピュラー音楽での使用
第3幕第2場のバレエ音楽「時の踊り」はもっとも有名であり、しばしば単独で演奏される。
ディズニーは『シリー・シンフォニー』シリーズの「春」（1929年）で使用し、1940年公開の映画『ファンタジア』ではカバのバレリーナを主役としたダチョウ、ゾウ、ワニたちの踊りの音楽に使用された。
1962年に、ナンシー・シナトラが「レモンのキッス」（原題: Like I Do）としてポピュラー・ソングにアレンジして歌った。この歌はアメリカ本国より日本で人気が生じ、ザ・ピーナッツをはじめ多くの歌手がカバーした。
1999年にはブリーフ&トランクスが「カテキン」のタイトルでアレンジしたものを発表している他、2002年には小柳ゆきが「Lovin' You」の題でアレンジを行い、スマッシュ・ヒットを飛ばしている。
2017年には山崎製パンの「ロイヤルブレッド」のTVCMで松たか子が「時の踊り」のメロディをハミングで歌っている。

## 参考資料
- 『最新名曲解説全集19 歌劇2』（音楽之友社）
- 『オペラ鑑賞辞典』東京堂出版
- 『新グローブ オペラ事典』（スタンリー・セイデイ著、白水社）